# Michel Boucheix
Michel Boucheix, né probablement à Rochefort-Montagne (Puy-de-Dôme) vers 1644, est un peintre et dessinateur de l'Académie royale de peinture et de sculpture. Il est connu surtout pour les ennuis que lui valurent ses activités d'alchimiste.

## Biographie
Michel Boucheix est probablement la même personne que Michel Boucher, qualifié de « peintre du roi » sur un acte de baptême de 1678 à l'église Saint-Étienne-du-Mont.
Il est enfermé le 18 octobre 1704 à la Bastille ; il en sort le 10 décembre 1704. Il était accusé de rechercher la pierre philosophale et d'escroquer des personnes crédules en leur faisant croire qu'il possédait le secret de la transmutation des métaux en or. Il est libéré parce qu'il s'est engagé à renoncer à ses « folies de pierre philosophale », à quitter Paris et à s'exiler à Ébreuil, en Bourbonnais, où l'abbé d'Ébreuil accepte de l'accueillir.